# Chelydra rossignonii
Chelydra rossignonii is een schildpad uit de familie bijtschildpadden (Chelydridae).

## Naam en indeling
De wetenschappelijke naam van de soort werd voor het eerst voorgesteld door Marie Firmin Bocourt in 1868. Oorspronkelijk werd de wetenschappelijke naam Emysaurus rossignonii gebruikt. Het was lange tijd een ondersoort van de bijtschildpad (Chelydra serpentina). De soortaanduiding rossignonii is een eerbetoon aan de Franse professor Jules Rossignon (? - 1883).
De sterk verwante bijtschildpad leeft in Noord-Amerika in Canada en de Verenigde Staten. Vermoedelijk werd Chelydra rossignonii van de bijtschildpad geïsoleerd door een ijstijd in het Pleistoceen.

## Uiterlijke kenmerken
Het rugschild wordt maximaal 38,9 centimeter lang en is bruin tot donkerbruin van kleur. Het schild is rond van vorm en draagt drie kielen in de lengte die kleiner worden naarmate de schildpad ouder wordt. De marginaalschilden dragen aan de achterzijde puntige uitsteeksels. Het keelschild is bij de meeste exemplaren gepaard, echter niet altijd. Het buikschild is geel tot lichtbruin of grijs van kleur. De plastronformule is als volgt: an >< hum > pect > fem > intergul > abd.
De relatief grote kop heeft een puntige snuitpunt en draagt vier tot zes baarddraden onder de kin. De kop is relatief kleiner dan die van de gelijkende bijtschildpad en de stekeltjes op de huid van de nek zijn minder goed ontwikkeld. Mannetjes worden gemiddeld groter dan vrouwtjes en hebben een langere staart.

## Levenswijze
Chelydra rossignonii is waarschijnlijk sterker nachtactief dan de verwante bijtschildpad en neemt nooit een zonnebad. Het is een omnivoor, op het menu staan voornamelijk kreeftachtigen, vissen, weekdieren, kikkers, insecten en soms kleine zoogdieren. Ook plantaardig materiaal wordt gegeten, zoals drijvend fruit, waterplanten en algen.
De vrouwtjes zetten de eieren af tussen april en juni, het aantal varieert van ongeveer twintig tot dertig. Juvenielen zijn zeer donker tot zwart van kleur, het buikschild is grijs met witte vlekjes. De marginaalschilden zijn voorzien van lichtere vlekjes.

## Verspreiding en habitat
Chelydra rossignonii komt voor in delen van Midden-Amerika en leeft in de landen Mexico, Belize, Guatemala, Honduras. Binnen Mexico komt de schildpad voor in de staten Oaxaca, Veracruz, Tabasco, Campeche, en Chiapas. Het areaal omvat de riviersystemen die uitmonden in het zuiden van de Golf van Mexico in het westen, tot de laaglanden van de kust in Belize in het oosten.
De habitat bestaat uit langzaam stromende, permanente en zoete wateren zoals rivieren en meren met een zachte, modderige bodem en voldoende schuilplaatsen in de vorm van ondergedoken objecten en onderwatervegetatie.

## Beschermingsstatus
Door de lokale bevolking wordt er op de schildpad gejaagd om het vlees en de eieren, die verwerkt worden in gerechten. In sommige delen van het areaal, zoals de Mexicaanse staat Veracruz. In deze staat worden de schildpadden wel gekweekt in schildpaddenfarms, maar deze zijn bestemd voor de export als huisdier.
Door de internationale natuurbeschermingsorganisatie IUCN is de beschermingsstatus 'kwetsbaar' toegewezen (Vulnerable of VU).